# HDC英昌
HDC英昌（HDCヨンチャン、朝: HDC영창、HDC Young Chang）は、HDC（現代産業開発）系の大韓民国の楽器製造および販売企業である。

## 歴史
金在燮（キム・ジェソプ、1919年-2002年）が兄弟の金在英（キム・ジェヨン）、金在昌（キム・ジェチャン）と共にソウル明洞に設立された。2004年2月にはピアノの韓国国内市場シェア55％で再び第1位となり、 2012年には韓国能率協会コンサルティングが調査する韓国産業の顧客満足度（KCSI）ピアノ部門で13年連続1位となった。手作りのアルバート・ウェーバー（Albert Weber）、ウェーバー（Weber）、（かつては）プレンバーガー（Pramberger）、バーグマン（Bergman）ブランドのピアノを製造・販売しており、スタインウェイ・アンド・サンズの第3ブランドであるエセックスを以前は製造していた。
1990年、ヨンチャンは、電子楽器メーカーのカーツウェル・ミュージック・システムズを買収した。
スタインウェイ・アンド・サンズの元副社長で経験豊かなピアノ設計者のジョセフ・プレンバーガーが1995年に会社に加わった。プレンバーガーはピアノの設計に多くの革新を持ち込んだ（「プラチナ・タッチ・アクション」や特許を取った非対称テーパー響板など）。2001年に発表された「プレンバーガー・プラチナ」シリーズが3年の間ヨンチャンの最上位機種であった。これらのモデルはレンナー社のアクションを含むドイツ製部品を取り入れていた。ジョセフ・プレンバーガーは2003年に死去し、翌年、彼の遺産管理人はプレンバーガーの名称を三益楽器（サミック）に売却したが、彼の特許および革新は今でもヨンチャンだけに限定されている。
ピアノだけでなく、他の部門でHDC英昌は1980年代半ばから1990年代初頭までフェンダーのスクワイア（Squier）エレキギターとベースギターを製造、OEM供給しており、「フェニックス」（Fenix、キツネ）というブランド名で、アコースティックギター、電気ギターおよびベースギターを製造する。

## 会社名の由来
創業者のうち金在英と金在昌の名前から一文字ずつ取って付けられた。

## 沿革
- 1956年11月 ： ソウル特別市中区明洞でシンヒャンピアノ社設立
- 1962年9月 ：英昌楽器製造株式会社に法人転換
- 1964年2月 ： ソウル特別市永登浦区大林洞（朝鮮語版） （当時は新道林洞）に工場を設立
- 1971年4月 ：自社ブランドピアノ輸出開始
- 1979年11月 ：仁川広域市北区（現西区）佳佐洞（朝鮮語版）に楽器工場設立
- 1984年6月 ： 大韓民国楽器業界初の株式公開
- 1987年5月 ： JIS（日本工業規格）の表示許可取得
- 1990年6月 ： カーツウェル・ミュージック・システムズを買収
- 1995年9月 ： 中国の天津の現地工場（天津英昌楽器有限公司）竣工
- 1996年2月 ： 大韓民国業界初、ISO 9001の認証を取得
- 2006年5月 ： 現代産業開発に買収される
- 2006年7月：本社を盆唐区に移転
- 2011年3月 ： 株式会社英昌ミュージックに社名変更
- 2015年7月：本社を仁川に移転
- 2018年4月 ： HDC英昌株式会社に社名変更

## 製品
現在HDC英昌が製造販売している製品は、以下の通りである。
- グランドピアノ
- アップライトピアノ
- 電子ピアノ
- シンセサイザー
- 管楽器（サックス、フルート、クラリネット）
- 弦楽器（ヴァイオリン、ギター類）